# Mauritiusi labdarúgó-bajnokság (első osztály)
A Mauritian Premier League a mauritiusi labdarúgó bajnokságok legfelsőbb osztályának elnevezése. 1935-ben alapították és 10 csapat részvételével zajlik. A bajnok a bajnokok Ligájában indulhat.

## A 2012-es bajnokság résztvevői
- AS de Vacoas-Phoenix
- AS Port-Louis 2000
- AS Rivière du Rempart
- Cercle de Joachim SC
- Curepipe Starlight SC
- Entente Boulet Rouge-Riche Mare Rovers
- Pamplemousses SC
- Petite Rivière Noire SC
- Pointe-aux-Sables Mates
- Savanne SC

## Az eddigi bajnokok
| - 1935 : Curepipe SC - 1936 : Garrison - 1937 : Garrison - 1938 : FC Dodo (Curepipe) - 1939 : FC Dodo (Curepipe) - 1940 : nem volt bajnokság - 1941 : nem volt bajnokság - 1942 : Fire Brigade SC (Beau Bassin-Rose Hill) - 1943 : no championship - 1944 : FC Dodo (Curepipe) - 1945 : FC Dodo (Curepipe) - 1946 : FC Dodo (Curepipe) - 1947 : Collège St. Esprit - 1948 : FC Dodo (Curepipe) - 1949 : Faucons - 1950 : Fire Brigade SC (Beau Bassin-Rose Hill) - 1951 : FC Dodo (Curepipe) - 1952 : no championship - 1953 : FC Dodo (Curepipe) - 1954 : Faucons - 1955 : Faucons - 1956 : nem volt bajnokság - 1957 : FC Dodo (Curepipe) & Faucons (double) - 1958 : Faucons - 1959 : FC Dodo (Curepipe) - 1960 : nem volt bajnokság | - 1961 : Fire Brigade SC (Beau Bassin-Rose Hill) - 1962 : Police Club (Port Louis) - 1963 : Racing Club (Quatre Bornes) - 1964 : FC Dodo (Curepipe) - 1965 : Police Club (Port Louis) - 1966 : FC Dodo (Curepipe) - 1967 : Police Club (Port Louis) - 1968 : FC Dodo (Curepipe) - 1969 : nem volt bajnokság - 1970 : nem volt bajnokság - 1971 : Police Club (Port Louis) - 1972 : Police Club (Port Louis) - 1973 : Fire Brigade SC (Beau Bassin-Rose Hill) - 1974 : Muslim Scouts Club (Port Louis) - 1975 : Muslim Scouts Club (Port Louis) - 1976 : Muslim Scouts Club (Port Louis) - 1976/77 : Hindu Cadets (Quatre Bornes) - 1977/78 : Racing Club (Quatre Bornes)) - 1978/79 : Hindu Cadets (Quatre Bornes) - 1979/80 : Fire Brigade SC (Beau Bassin-Rose Hill) - 1980/81 : Police Club (Port Louis) - 1981/82 : Police Club (Port Louis) - 1982/83 : Fire Brigade SC (Beau Bassin-Rose Hill) - 1983/84 : Fire Brigade SC (Beau Bassin-Rose Hill) - 1984/85 : Fire Brigade SC (Beau Bassin-Rose Hill) - 1985/86 : Cadets Club (Quatre Bornes) | - 1986/87 : Sunrise Flacq United (Flacq) - 1987/88 : Fire Brigade SC (Beau Bassin-Rose Hill) - 1988/89 : Sunrise Flacq United (Flacq) - 1989/90 : Sunrise Flacq United (Flacq) - 1990/91 : Sunrise Flacq United (Flacq) - 1991/92 : Sunrise Flacq United (Flacq) - 1992/93 : Fire Brigade SC (Beau Bassin-Rose Hill) - 1993/94 : Fire Brigade SC (Beau Bassin-Rose Hill) - 1994/95 : Sunrise Flacq United (Flacq) - 1995/96 : Sunrise Flacq United (Flacq) - 1996/97 : Sunrise Flacq United (Flacq) - 1997/98 : Scouts Club (Port Louis) - 1998/99 : Fire Brigade SC (Beau Bassin-Rose Hill) - 2000 : nem volt bajnokság - 2000/01 : Olympique de Moka - 2002 : AS Port-Louis 2000 - 2003 : AS Port-Louis 2000 - 2003/04 : AS Port-Louis 2000 - 2004/05 : AS Port-Louis 2000 - 2005/06 : Pamplemousses SC - 2006/07 : Curepipe Starlight SC - 2007/08 : Curepipe Starlight SC - 2008/09 : Curepipe Starlight SC - 2010 : Pamplemousses SC - 2011 : AS Port-Louis 2000 - 2011/12 : Pamplemousses SC |

## Bajnoki címek eloszlása
| Klub                                       | Város                 | Bajnoki címek | Utolsó |
| ------------------------------------------ | --------------------- | ------------- | ------ |
| FC Dodo                                    | Curepipe              | 13            | 1968   |
| Fire Brigade SC                            | Beau Bassin-Rose Hill | 13            | 1999   |
| Sunrise Flacq United                       | Flacq                 | 8             | 1997   |
| Police Club                                | Port-Louis            | 7             | 1982   |
| Faucons                                    | Flacq                 | 5             | 1958   |
| AS Port-Louis 2000                         | Port-Louis            | 5             | 2011   |
| Cadets Club [beleértve Hindu Cadets]       | Quatre Bornes         | 4             | 1986   |
| Curepipe Starlight SC                      | Curepipe              | 3             | 2009   |
| Pamplemousses SC                           | Pamplemousses         | 3             | 2012   |
| Garrison                                   |                       | 2             | 1937   |
| Racing Club (Quatre Bornes)                | Quatre Bornes         | 2             | 1978   |
| Scouts Club [beleértve Muslim Scouts Club] | Port-Louis            | 2             | 1998   |
| Collège St. Esprit                         | Quatre Bornes         | 1             | 1947   |
| Curepipe SC                                | Curepipe              | 1             | 1935   |
| Olympique de Moka                          | Moka                  | 1             | 2001   |

## Külső hivatkozások
- Információk Archiválva 2012. június 20-i dátummal a Wayback Machine-ben a FIFA honlapján
- Információk az RSSSF honlapján